# Luck and Strange
Luck and Strange – piąty album studyjny angielskiego gitarzysty i autora tekstów Davida Gilmoura, wydany 6 września 2024 roku przez Sony Music. Album wyprodukowali Gilmour oraz Charlie Andrew. Współpraca z Andrew, znanym z pracy z artystami o różnorodnych stylach muzycznych, stanowiła dla Gilmoura wyzwanie, które pozwoliło mu odkryć nowe przestrzenie twórcze, a producent nie czuł się onieśmielony legendarnym dorobkiem Gilmoura z czasów Pink Floyd.
W tworzeniu tekstów do albumu ważną rolę odegrała żona artysty, powieściopisarka Polly Samson. Tematyka tekstów, które napisała, obraca się wokół śmiertelności, starzenia się oraz refleksji nad przemijaniem, co nadaje albumowi głębszy, bardziej filozoficzny wymiar. Rodzina Gilmoura również miała swój wkład w tworzenie albumu, z dziećmi muzyka, które dodały dodatkowe wokale, teksty i instrumentację, co czyni ten projekt bardziej intymnym i rodzinnym.
Warto podkreślić, że Luck and Strange zawiera również partie klawiszowe nagrane przez Richarda Wrighta, legendarnego klawiszowca Pink Floyd, które zostały zarejestrowane jeszcze w 2007 roku, na krótko przed jego śmiercią w 2008 roku. To wzruszający element, który łączy przeszłość Gilmoura z jego teraźniejszą twórczością.
Album promują single „The Piper's Call”, „Between Two Points” oraz „Dark and Velvet Nights”. Gilmour ogłosił również, że we wrześniu 2024 roku wyruszy w trasę koncertową, podczas której fani będą mieli okazję usłyszeć utwory z najnowszego albumu na żywo.

## Tworzenie materiału
Nagrywanie albumu Luck and Strange miało miejsce w wyjątkowych okolicznościach, częściowo inspirowanych przez okres pandemii COVID-19. Podczas blokad Gilmour i jego rodzina grali na żywo, co skłoniło artystę do zmiany podejścia do muzyki. Jak sam przyznał, dzięki temu zaczął „odrzucać przeszłość”, do której wcześniej czuł się zobowiązany i otworzył się na nowe pomysły. Gilmour uważa, że Luck and Strange to jego najlepsze dzieło od czasu wydania przełomowego albumu Pink Floyd, The Dark Side of the Moon z 1973 roku.
Nagrania odbyły się w ciągu pięciu miesięcy, w dwóch lokalizacjach: w prywatnym studiu Gilmoura, Medina Studio w Hove, oraz w British Grove Studios, należącym do Marka Knopflera, w Londynie. Producent Charlie Andrew, znany ze współpracy z nowoczesnymi artystami, rzucił Gilmourowi wyzwanie, aby przełamać utarte schematy i podejść do muzyki w nowatorski sposób. Gilmour docenił jego świeże spojrzenie, stwierdzając, że brak respektu dla przeszłości Pink Floyd działał na jego korzyść, pozwalając na pełniejszą eksplorację twórczą. Andrew podkreślił, że jego celem nie było „odtwarzanie kolejnego albumu Pink Floyd czy solowego albumu Gilmoura”, lecz stworzenie czegoś zupełnie nowego.
W nagraniu albumu udział wzięli wybitni muzycy, tacy jak Guy Pratt i Tom Herbert na basie, Adam Betts, Steve Gadd i Steve DiStanislao na perkusji oraz Rob Gentry i Roger Eno na klawiszach. Smyczki i chór, zaaranżowane przez Willa Gardnera, nagrano w katedrze w Ely w hrabstwie Cambridgeshire, co nadało utworom podniosłego i przestrzennego brzmienia.
Polly Samson, żona Gilmoura i uznana pisarka, napisała większość tekstów na album, które opierały się głównie na tematach związanych z przemijaniem, starzeniem się i śmiertelnością. Tekst do utworu „Dark and Velvet Nights” został zainspirowany wierszem, który Samson napisała z okazji ich rocznicy ślubu. Rodzina Gilmoura również miała swój wkład: ich syn Gabriel dodał podkład wokalny, a syn Charlie napisał część tekstów do utworu „Scattered”.
Dzięki tej bogatej współpracy Luck and Strange stało się dziełem głęboko osobistym, łączącym wieloletnie doświadczenia muzyczne Gilmoura z nowymi, bardziej współczesnymi elementami twórczości.
Luck and Strange zawiera wyjątkowy muzyczny element w postaci partii klawiszowych nagranych przez Richarda Wrighta, klawiszowca Pink Floyd, podczas jam session w stodole Gilmoura w 2007 roku. To wzruszający hołd dla Wrighta, który zmarł w 2008 roku. Gilmour wykorzystał te nagrania do stworzenia finałowego utworu na albumie, zaznaczając, że gra Wrighta „zaczęła nabierać głębi, o której zapomniałem”, a charakterystyczny styl klawiszowca jest „bez wątpienia Richarda”. To połączenie dawnych nagrań z nowym materiałem dodało albumowi głęboko emocjonalnego wymiaru, zwłaszcza dla fanów Pink Floyd.
Na Luck and Strange znalazł się także cover piosenki „Between Two Points”, pochodzącej z 1999 roku, której autorem jest brytyjski zespół The Montgolfier Brothers. Gilmour od lat był fanem tego utworu i wyraził zaskoczenie, że nie stał się on hitem. W jego interpretacji piosenki swoją rolę odegrała także jego córka Romany, która zagrała na harfie i zaśpiewała, co dodało kompozycji delikatności i nowego, rodzinnego kontekstu. Mark Tranmer z Montgolfier Brothers przyznał, że podoba mu się wersja Gilmoura, choć odchodzi ona od oryginału, zachowując jednak jego ducha.
Luck and Strange łączy w sobie nowatorskie podejście do muzyki z osobistymi wspomnieniami i wpływami, co czyni go dziełem wyjątkowym w dyskografii Davida Gilmoura.

## Wydanie i promocja
David Gilmour ogłosił swój piąty album studyjny, Luck and Strange 24 kwietnia 2024 roku. Album został oficjalnie wydany 6 września 2024 roku przez Sony Music. Promocja rozpoczęła się już 25 kwietnia, kiedy ukazał się pierwszy singiel z płyty „The Piper’s Call”. Kolejny singiel „Between Two Points” wydany został 17 czerwca, a trzeci singiel „Dark and Velvet Nights” 9 sierpnia. Wszystkie te utwory odzwierciedlają unikalne połączenie nowych brzmień z klasycznym stylem Gilmoura.
Okładka albumu została zaprojektowana i sfotografowana przez cenionego fotografa Antona Corbijna, który ma długą historię współpracy z wielkimi postaciami muzyki. Jego wizualna interpretacja albumu wpisuje się w głęboko refleksyjny ton Luck and Strange.
Gilmour planuje rozpocząć trasę koncertową promującą album we wrześniu 2024 roku. Zmienił skład swojego zespołu koncertowego, wyjaśniając, że niektórzy muzycy „lepiej by się sprawdzili w zespole hołdującym Pink Floyd”, natomiast on szukał bardziej kreatywnych i eksperymentujących artystów, którzy wniosą nowe spojrzenie na jego muzykę. Po zakończeniu trasy koncertowej Gilmour planuje nagranie kolejnego albumu z nowym zespołem, co może oznaczać dalszy rozwój jego twórczości i kolejne nowatorskie projekty muzyczne.

## Lista utworów

### CD 1
1. „Black Cat”
2. „Luck and Strange”
3. „The Piper’s Call”
4. „A Single Spark”
5. „Vita Brevis”
6. „Between Two Points” (oraz Romany Gilmour)
7. „Dark and Velvet Nights”
8. „Sings”
9. „Scattered”

### CD 2 - Bonus Tracks
1. „Yes, I Have Ghosts” (oraz Romany Gilmour)
2. „Luck and Strange” (Original Barn Jam)
3. „A Single Spark” (Demo)
4. „A Single Spark” (Orchestral)
5. „Scattered” (Orchestral)

### BD - Dolby Atmos Mix / Stereo Mix 24 bit/96kHz
1. „Black Cat”
2. „Luck and Strange”
3. „The Piper’s Call”
4. „A Single Spark”
5. „Vita Brevis”
6. „Between Two Points” (oraz Romany Gilmour)
7. „Dark and Velvet Nights”
8. „Sings”
9. „Scattered”

bonus tracks
1. „Yes, I Have Ghosts”
2. „Luck and Strange” (Original Barn Jam)
3. „A Single Spark” (Orchestral)
4. „Scattered” (Orchestral)

### LP
Strona A:
1. „Black Cat”
2. „Luck and Strange”
3. „The Piper’s Call”
4. „A Single Spark”
5. „Vita Brevis”
6. „Between Two Points”

Strona B:
1. „Dark and Velvet Nights”
2. „Sings”
3. „Scattered”

Deluxe Set
Strona A:
1. „Black Cat”
2. „Luck and Strange”
3. „The Piper’s Call”
4. „A Single Spark”
5. „Vita Brevis”
6. „Between Two Points”

Strona B:
1. „Dark and Velvet Nights”
2. „Sings”
3. „Scattered”

Strona C:
1. „Yes, I Have Ghosts” (oraz Romany Gilmour)
2. „Luck and Strange” (Original Barn Jam)

Strona D:
1. „A Single Spark” (Demo)
2. „A Single Spark” (Orchestral)
3. „Scattered” (Orchestral)

## Personel
David Gilmour pełnił kluczową rolę zarówno jako muzyk, jak i producent albumu Luck and Strange, który jest owocem szerokiej współpracy z rodziną, dawnymi kolegami z Pink Floyd, a także nowymi muzykami. Oto pełny skład:

### Muzycy
- David Gilmour – gitara (wszystkie utwory), pianino (utwory 1, 9), wokal (utwory 2–4, 6–9), organy (utwory 3, 7), ukulele (utwór 3), chórki (utwory 4, 6–8), instrumenty klawiszowe (utwory 6, 9), gitara basowa (utwory 8-9).
- Richard Wright – elektryczne pianino, organy Hammonda (utwór 2), nagrania z 2007 roku, które dodały emocjonalnej głębi finałowej piosence.
- Romany Gilmour – wokal prowadzący (utwór 6), chórki (utwory 2–4, 6–8), harfa (utwory 5-6).
- Gabriel Gilmour – chórki (utwory 3, 4), dodający rodzinnego brzmienia albumowi.
- Rob Gentry – syntezatory (utwory 1–4, 6, 9), klawisze (utwory 3, 6, 8-9), pianino (utwory 4, 6, 8-9), organy (utwór 7).
- Roger Eno – pianino (utwory 1, 9).
- Guy Pratt – gitara basowa (utwory 2, 3, 7–9), znany z wcześniejszej współpracy z Gilmourem i Pink Floyd.
- Adam Betts – perkusja (utwory 2, 4, 6–9), djembe (utwór 3).
- Steve DiStanislao – perkusja (utwór 2), długi czas związany z solowymi projektami Gilmoura.
- Steve Gadd – perkusja, perkusjonalia (utwory 3, 6–9).
- Tom Herbert – gitara basowa (utwór 4).
- Edmund Aldhous – organista i dyrektor muzyczny w Katedrze w Ely.
- Ely Cathedral Choir – wokale chóralne, które nadały podniosłego charakteru niektórym utworom.
- Angel Studios Choir – wokale chóralne.
- Angel Studios Orchestra – aranżacja orkiestry.

### Techniczna strona nagrań
- David Gilmour – produkcja, miksowanie, inżynieria dźwięku.
- Charlie Andrew – produkcja, miksowanie, inżynieria dźwięku wnosząca nowoczesne podejście do produkcji.
- Matt Glasbey – miksowanie, inżynieria dźwięku.
- Dick Beetham – mastering odpowiadający za finalny szlif brzmienia albumu.
- Damon Iddins – inżynieria dźwięku.
- Andy Jackson – dodatkowa produkcja (utwory 2, 3, 7).
- Luie Stylianou – dodatkowa produkcja (utwór 8).
- Will Gardner – aranżacja (utwory 2, 4, 6, 9).

Zespół odpowiedzialny za ten album składał się zarówno z weteranów przemysłu muzycznego, jak i młodszych, innowacyjnych twórców, co pomogło stworzyć unikalny dźwięk Luck and Strange.

## Certyfikaty i sprzedaż
| Kraj                  | Certyfikat    | Sprzedaż |
| --------------------- | ------------- | -------- |
| Włochy (FIMI)         | złota płyta   | 25 000+  |
| Polska (ZPAV)         | złota płyta   | 15 000+  |
| Wielka Brytania (BPI) | srebrna płyta | 60 000+  |